# アルトン・パーカー
アルトン・ブルックス・パーカー（英: Alton Brooks Parker、1852年5月14日-1926年5月10日）は、アメリカ合衆国の弁護士、判事であり、1904年アメリカ合衆国大統領選挙では民主党候補として出馬したが、共和党のセオドア・ルーズベルトに敗れた。

## 伝記
パーカーはニューヨーク州コートランドで生まれた。オールバニ法律学校で法学士を取得し、ニューヨーク州キングストンで法律実務を開始した。1885年から1897年はニューヨーク州最高裁判所の判事となり、1898年から1904年はニューヨーク州控訴裁判所の首席判事を務めた。パーカーは民主党の保守派政治家デイビッド・B・ヒルの弟子だった。

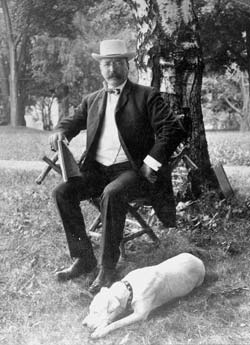
アルトン・パーカー

パーカーは1904年アメリカ合衆国大統領選挙で民主党から候補指名を受けて、判事職を辞任した。元大統領グロバー・クリーブランドのような保守的ブルボン民主党員に支持された。民主党は1896年と1900年大統領選挙では経済問題に関して急進的なウィリアム・ジェニングス・ブライアンを候補指名したために、保守派とは疎遠になっていた。パーカーは経済問題に関して「穏健」であり、1896年には善良なる党員としてブライアンを支持していたので、両派から受け入れられると期待された。しかし、これらの期待は、パーカーがブライアン支持者にほとんど訴えられず、ソリッドサウス（当時は民主党の堅い地盤であったアメリカ合衆国南部）しか制せられなかったので、失望させられた。通貨問題に関する党内の分裂や現職大統領のセオドア・ルーズベルトの人気もあって、パーカーは大敗を喫した。その後は法律実務を再開した。
パーカーはその後、1912年民主党全国党大会で臨時の議長となり、基調演説も行った。この大会ではウッドロウ・ウィルソンを大統領候補に指名した。
パーカーは1926年に自家用車でニューヨーク市のセントラル・パークを通行中に心臓発作で死んだ。
著作家アービング・ストーンの1943年の著作『彼等も出馬した』(They Also Ran)は落選した大統領候補に関するものであり、パーカー判事の章では、パーカーは唯一その生涯について伝記が書かれなかった大統領候補であると述べていた。ストーンの考えでは、パーカーは有効な大統領になったことであろうし、1904年の選挙は「二人」ともに一級の候補者の中から選挙民が選択できた数少ない選挙の一つであったとしている。ストーンに拠ればアメリカ人はルーズベルトのように華やかさの有る者を好むとも言っていた。
パーカーの生誕地ニューヨーク州コートランドには、パーカーの名前を付けた小学校がある。
ニューヨーク州公園、リクリエーションおよび史跡保存局は、1904年にアドルフォ・ミュラー・ユーリー (1862-1947)が描き、1926年にパーカーの妻から寄贈されたパーカー判事の肖像画を所有しており、ニューヨーク州キングストンの州上院州史の間に掛けられている。

## 出馬した選挙の記録
ニューヨーク州控訴裁判所の首席判事、1897年:
- アルトン・ブルックス・パーカー（民主党）- 554,680票 (50.94%)
- ウィリアム・J・ウォレス（共和党） - 493,791票 (45.34%)
- セオドア・F・キューノ（社会主義労働者党） - 20,854票 (1.92%)
- フランシス・E・ボールドウィン（禁酒党） - 19,653票 (1.81%)

1904年民主党全国党大会:
- アルトン・ブルックス・パーカー  - 679票 (66.50%)
- ウィリアム・ランドルフ・ハースト - 200票 (19.59%)
- フランシス・M・クックレル - 42票 (4.11%)
- リチャード・オンリー - 38票 (3.72%)
- エドワード・C・ウォール - 27票 (2.64%)
- ジョージ・グレイ - 12票 (1.18%)
- ジョン・シャープ・ウィリアムズ - 8票 (0.78%)
- ロバート・E・パッティソン - 4票 (0.39%)
- ジョージ・B・マクレラン・ジュニア - 3票 (0.29%)
- ネルソン・アップルトン・マイルズ - 3票 (0.29%)
- アーサー・ピュー・ゴーマン - 2票 (0.20%)
- チャールズ・アーネット・タウン - 2票 (0.20%)
- バード・シム・コーラー - 1票 (0.10%)

1904年アメリカ合衆国大統領選挙:
- セオドア・ルーズベルト/チャールズ・W・フェアバンクス（共和党）- 一般選挙7,630,457票 (56.4%)、選挙人選挙336票（29州）
- アルトン・ブルックス・パーカー /ヘンリー・G・デイビス（民主党）- 一般選挙5,083,880票 (37.6%)、選挙人選挙140票（17州）
- ユージン・V・デブス/ベンジャミン・ハンフォード（アメリカ社会党）- 402,810票 (3.0%)
- サイラス・C・スワロー/ジョージ・W・キャロル（禁酒党）- 259,102票 (1.9%)
- トマス・E・ワトソン/トマス・ティブルズ（人民党）- 114,070票 (0.8%)

ニューヨーク州選出アメリカ合衆国上院議員、1909年（民主党党員集会）:
- ジェイムズ・A・オゴーマン - 63票 (62.38%)
- ウィリアム・F・シーハン - 23票 (22.77%)
- イジドー・ストラウス - 5票 (4.95%)
- キャディ・ヘリック - 4票 (3.96%)
- ジョン・D・カーナン - 3票 (2.97%)
- アルトン・ブルックス・パーカー  - 1票 (0.99%)
- ウィリアム・スルザー - 1票 (0.99%)
- オーガスタス・ヴァン・ワイク - 1票 (0.99%)